# Yucca arkansana subsp. louisianensis
Yucca arkansana subsp. louisianensis (englische Trivialnamen „Grass Yucca“, „Louisiana Yucca“) ist eine Unterart der Pflanzenart Yucca arkansana in der Familie der Spargelgewächse (Asparagaceae).

## Beschreibung
Yucca arkansana subsp. louisianensis wächst solitär oder bildet kleine Gruppen. Die variablen, blaugrünen, weichen Laubblätter sind 20 bis 40 cm lang und 1 bis 2 cm breit. Sie bildet gedrehte Fasern an den Blatträndern.
Der über den Blättern beginnende, verzweigte Blütenstand wird 1 bis 2,5 Meter hoch. Die hängenden, glockenförmigen, kugeligen, weißen bis cremefarbenen Blüten weisen eine Länge und einen Durchmesser von 3 cm auf. Die Art hat einen deutlich längeren Blütenstand als die Unterart arkansana. Die Blütezeit ist von Mai bis Juni.
Yucca arkansana subsp. louisianensis ist in Mitteleuropa bis minus 20 °C frosthart. Zehn Jahre alte Exemplare befinden sich in der Sammlung von F. Hochstätter ungeschützt im Freiland.

## Verbreitung
Yucca arkansana subsp. louisianensis ist in den US-Bundesstaaten Louisiana, Arkansas und Texas in Ebenen, in lichtem Waldland und in Grasland verbreitet.

## Systematik
Der Name wurde nach einem der Verbreitungsgebiete in Louisiana gewählt.
Die gültige Beschreibung durch Fritz Hochstätter unter dem Namen Yucca arkansana subsp. louisianensis ist 1999 veröffentlicht worden.
Synonyme sind Yucca louisianensis Trel. 1977 und Yucca arkansana var. paniculata  McKelvey 1947.

## Bilder
Yucca arkansana subsp. lousianensis:

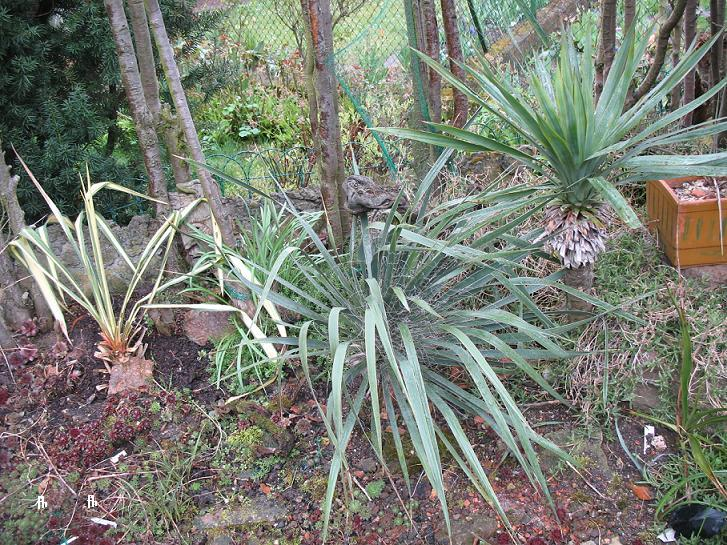
Zehn Jahre altes, blühfähiges Exemplar in der Sammlung von F. Hochstätter